# Thereva glabra
Thereva glabra är en tvåvingeart som beskrevs av Krober 1928. Thereva glabra ingår i släktet Thereva och familjen stilettflugor. Inga underarter finns listade i Catalogue of Life.